# Mary Gilchrist
Mary Dinorah Gilchrist (* 1882; † 14. Januar 1947 in Edinburgh) war eine schottische Schachspielerin. Sie war die Tochter des Schachmeisters von Westschottland John Gilchrist.
Gilchrist war 1921, 1922, 1923 und 1938 schottische Meisterin. Sie war 1929 und 1934 britische Meisterin.
Sie nahm zweimal an der Schachweltmeisterschaft der Frauen teil: 1933 in Folkestone wurde sie Dritte unter sieben Teilnehmerinnen. In Stockholm 1937 erreichte sie unter 26 Teilnehmerinnen gemeinsam mit der Schwedin Ingeborg Andersson den geteilten 8./9. Platz.
Gilchrist lebte zunächst in Rutherglen, wo sie Mitglied des Glasgow Ladies' Chess Club war. Nach ihrem Umzug nach Edinburgh wurde sie Mitglied des Edinburgh Ladies' Chess Club. Gilchrist war Präsidentin des Schottischen Schachverbands und lebenslanges Mitglied des Britischen Schachverbands.
Am 14. Januar 1947 starb sie unerwartet.